# Ursulinas del Sagrado Corazón de María
La Congregación de Hermanas Ursulinas del Sagrado Corazón de María (oficialmente en italiano: Istituto delle Suore Orsoline del Sacro Cuore di Maria) es un congregación religiosa católica femenina, de vida apostólica y de derecho pontificio, fundada en 1907 por la religiosa italiana Giovanna Meneghini, en Breganze. A las religiosas de este instituto se les conoce como Ursulinas de Breganze, y posponen a sus nombres las siglas O.S.C.M.

## Historia

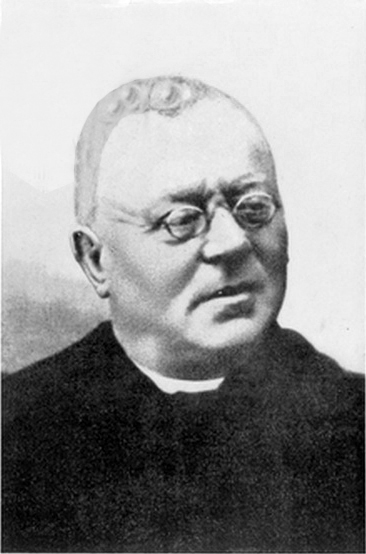
Andrea Scotton, religioso jesuita, es considerado el cofundador de la congregación.

La congregación fue fundada por la religiosa ursulina Giovanna Meneghini en Breganze, en la provincia de Vicenza (Italia), el 6 de enero de 1907, con la ayuda del sacerdote jesuita Maffeo Franzini. El ideal de la nueva congregación era acoger a las jóvenes que eran rechazadas por otros institutos, sea por su antigua mala vida, por sus precariedades económicas o porque estaban enfermas.
El instituto recibió la aprobación como instituto secular de derecho diocesano por el obispo Ferdinando Rodolfi, de la diócesis de Vicenza, el 8 de septiembre de 1941, con el nombre de Compañía de Santa Úrsula de Breganze. El papa Pablo VI, convirtió el instituto en una congregación religiosa de derecho pontificio, mediante decretum laudis del 16 de julio de 1971.

## Organización
La Congregación de Hermanas Ursulinas del Sagrado Corazón de María es un instituto religioso de derecho pontificio y centralizado, cuyo gobierno es ejercido por una superiora general. La sede central se encuentra en Vicenza (Italia).
Las Ursulinas de Breganze se dedican a la educación y a la pastoral social. En 2017, el instituto contaba con 125 religiosas y 19 comunidades, presentes en Brasil, Italia y Mozambique.